# Верн Троєр
Верн Джей Троєр (англ. Verne Jay Troyer; 1 січня 1969, Стерджис, Мічиган, США, — 21 квітня 2018, Лос-Анджелес, Каліфорнія, США) — американський актор, відомий роллю Міні Я в фільмах про Остіна Паверса.

## Біографія
Верн Троєр народився Стерджисі, Мічиган, США в родині працівників заводу. Родина дотримувалась віровчення амішів, але кинули цю релігію. У Верна є старший брат Девон і молодша сестра Дебора.

## Кар'єра
У фільмі 1994 «Немовля на прогулянці» Троєр був дублером малюка. У своїй кар'єрі актор переодягався у тварин чи грав істот («Виконавець бажань», «Інстинкт»). Ситуація змінилась після виходу комедійної стрічки «Остін Паверс: Шпигун, який мене спокусив». Успішна роль Міні Я — клон Доктора Зло відкрила нові двері для актора. Він отримав ролі в фільмах «Як Ґрінч украв Різдво», «Гаррі Поттер і філософський камінь». У 2002 Верна можна було побачити у «Остін Паверс: Ґолдмембер», після якого він епізодично з'явився у серіалах «Сабріна — маленька відьмочка», «Бостонська школа», «Клініка».
У 2009 виходить у прокат фантастичний фільм «Імаджинаріум доктора Парнаса», у якому актор виконав роль карлика Персі. У 2015 актор зіграв головного персонажа в стрічці жахів «Легенда».

## Особисте життя
22 січня 2004 одружився з моделлю Playboy Женев'євою Галлен. Уже 23 лютого того ж року Троєр подав заяву на анулювання шлюбу. До цього пара зустрічалась три роки, а влітку 2003 відбулись заручини.
21 квітня 2018 року Троєр помер у лікарні Лос-Анджелеса, куди був госпіталізований на початку місяця, йому було 49 років. Актор хворів на депресію та зловживав спиртними напоями.

## Фільмографія

### Фільми
| Рік  |    | Українська назва                         | Оригінальна назва                                                         | Роль            |
| ---- | -- | ---------------------------------------- | ------------------------------------------------------------------------- | --------------- |
| 1996 | ф  | Поганий Піноккіо                         | Pinocchio's Revenge                                                       | Піноккіо        |
| 1997 | ф  | Люди в чорному                           | Men in Black                                                              | син прибульця   |
| 1997 | ф  | Виконавець бажань                        | Wishmaster                                                                | істота          |
| 1998 | ф  | Мій гігант                               | My Giant                                                                  | Реслер          |
| 1998 | ф  | Страх і огида в Лас-Вегасі               | Fear and Loathing in Las Vegas                                            | офіціант        |
| 1998 | кф |                                          | The Wacky Adventures of Ronald McDonald: Scared Silly                     | Санді           |
| 1998 | ф  | Могутній Джо Янг                         | Mighty Joe Young                                                          | Малюк Джо       |
| 1999 | кф |                                          | The Wacky Adventures of Ronald McDonald: The Legend of Grimace Island     | Санді           |
| 1999 | ф  | Інстинкт                                 | Instinct                                                                  | горила          |
| 1999 | ф  | Остін Паверс: Шпигун, який мене спокусив | Austin Powers: The Spy Who Shagged Me                                     | Міні Я          |
| 1999 | кф |                                          | The Wacky Adventures of Ronald McDonald: The Visitors from Outer Space    | Санді           |
| 1999 | с  |                                          | Shasta McNasty                                                            | Верн            |
| 1999 | с  |                                          | V.I.P.                                                                    | режисер         |
| 1999 | ф  |                                          | Here Lies Lonely                                                          | Вергілій        |
| 2000 | кф |                                          | Mission: Imp                                                              | Ітан            |
| 2000 | кф |                                          | Bit Players                                                               | Марті Розенталь |
| 2000 | ф  | Як Ґрінч украв Різдво                    | How the Grinch Stole Christmas                                            | член гурту      |
| 2001 | ф  | Хлопець з міхура                         | Bubble Boy                                                                | доктор Фрік     |
| 2001 | ф  | Гаррі Поттер і філософський камінь       | Harry Potter and the Sorcerer's Stone                                     | Ґрипхук         |
| 2002 | ф  | Важкі гроші                              | Hard Cash                                                                 | Аттіла          |
| 2002 | ф  | Остін Паверс: Ґолдмембер                 | Austin Powers in Goldmember                                               | Міні Я          |
| 2003 | ф  | Полі Шор мертвий                         | Pauly Shore Is Dead                                                       | Верн Троєр      |
| 2003 | кф |                                          | The Wacky Adventures of Ronald McDonald: The Legend of McDonald-Land Loch | Санді           |
| 2004 | тф | Різдвяна пригода                         | Karroll's Christmas                                                       | Спайк           |
| 2007 | ф  | Постал                                   | Postal                                                                    | Верн Троєр      |
| 2008 | ф  | Секс-гуру                                | The Love Guru                                                             | Панч Черков     |
| 2008 | ф  |                                          | Verne Troyer Sex Tape                                                     |                 |
| 2008 | ф  | Коледж                                   | College                                                                   | Верн Троєр      |
| 2009 | ф  | Імаджинаріум доктора Парнаса             | The Imaginarium of Doctor Parnassus                                       | Персі           |
| 2012 | ф  | Кіт Лемон                                | Keith Lemon: The Film                                                     | Архімед         |
| 2013 | кф |                                          | Story Cops with Verne Troyer                                              |                 |
| 2013 | ф  | Зручності                                | Convenience                                                               | Двайт           |
| 2013 | тф | Пригоди дядька Кольта та Клетуса         | The Adventures of Uncle Colt and Cletus                                   | Джені           |
| 2015 | ф  | Легенда                                  | Legend                                                                    | Гном            |
| 2015 | тф |                                          | Trailer Park Boys: Drunk, High & Unemployed                               | Верн Троєр      |
| 2020 | ф  |                                          | The 420 Movie: Mary & Jane                                                | Тіто            |

### Серіали
| Рік  |   | Українська назва             | Оригінальна назва          | Роль              |
| ---- | - | ---------------------------- | -------------------------- | ----------------- |
| 1998 | с | Юний Геркулес                | Young Hercules             | Малюк Рафф        |
| 2000 | с | Джек-шибайголова             | Jack of All Trades         | Наполеон Бонапарт |
| 2000 | с | Свобода                      | Freedom                    | Кассіус           |
| 2002 | с | Сабріна — маленька відьмочка | Sabrina, the Teenage Witch | Ангус             |
| 2003 | с | Бостонська школа             | Boston Public              | Тейлор            |
| 2003 | с | Клініка                      | Scrubs                     | відвідувач бару   |
| 2005 | с | Половинка та половинка       | Half & Half                | Реґґі             |
| 2007 | с | Скажене телебачення          | MADtv                      | Верн Троєр        |
| 2009 | с | Два з половиною чоловіки     | Two and a Half Men         | карлик в цирку    |
| 2009 | с | У кубі                       | Cubed                      | Верн Троєр        |
| 2013 | с |                              | Lemon La Vida Loca         | Верн Троєр        |
| 2014 | с | Де ця вечірка?               | Where's This Party?        | Вільям Таббот     |